# 立花幸福・林美津江
立花幸福・林美津江（たちばなこうふく・はやしみつえ）は、戦後に活躍した夫婦漫才コンビ。コンビ結成時期不明。
戦前は、幸福は立花幸福・一生の兄弟漫才として活動。
戦後は戎橋松竹、晩年吉本興業の花月に出演した。

## 来歴・芸風
- 幸福・一生は立花家幸丸門下で兄弟子に立花家小幸丸、二代目立花家音丸らがいる。母親（商家の後家）が明治から大正期の軽口のコンビ笑門亭福徳・福来の谷町（今の追っかけ）をへて、再婚して男子（清水姓）をも受けるが芸事には興味なく（関西大学卒業後「旅行会社」に就職する。）先夫の子ども兄弟が芸人（旅巡業を好む）となる。　一生は戦後、国鉄に就職し。奇術出身（水芸の太夫）で妻であった美津江とコンビを組む。
- 美津江は奇術出身で松旭斎天遊門下で松旭斎天美といって後見をしていた。
- NHKの新日本紀行の天王寺村（芸人村）で元気な美津江が観られる。
- 同じ天王寺村出身の人生幸朗・生恵幸子に美津江愛用の三味線を贈呈している。
- 美津江が体震わせ流行歌を歌うが、あまりにもオンチなのでそれだけで笑いが起きた。幸福が美津江から「ほらほらほら」と促され狸の顔真似をしていた。

## メンバー
- 立花 幸福（1903年 - 没年不詳）本名は林新三郎。
- 林 美津江（1908年 - 没年不詳）本名は林みつ。